# Альфред Стертевант
Альфред Генрі Стертевант (англ. Alfred Henry Sturtevant, 21 листопада 1891 — 5 квітня 1970) — американський генетик, багаторічний співробітник Томаса Моргана, досліджував зв'язок генетичних особливостей та розвитку дрозофіл. Описав низку видів роду Drosophila.
Народився у Джексонвіллі в Іллінойсі, в родині викладача математики Іллінойського коледжу. У 1899 році родина переїхала до Мобіла в Алабамі.
У 1908 році поступив до Колумбійського університету. Його викладачем вступного курсу з біології був Томас Морган, який дав Альфреду завдання написати статтю про успадкування зовнішніх ознак у тварин. Стертевант описав спадкування масті в коней за власними спостереженнями на фермі батька. Морган був вражений якістю статті та запропонував її опублікувати. З осені 1910 року Морган прийняв студента до своєї дослідницької лабораторії.
У 1913 році, вивчаючи описану раніше Морганом рекомбінацію алелів, Стертевант створив одну з перших мап хромосом дрозофіл. У 1914 році він здобув ступінь доктора філософії. З 1915 року його діяльність фінансував Інститут Карнегі, а з 1919 він отримав там постійну посаду, яка дозволяла йому працювати в Моргана. У 1922 році Стертевант одружився з дослідницею Фібі Кертіс Рід (англ. Phoebe Curtis Reed). Вони мали 3 дітей.
У 1928 році Стертевант залишив Колумбійський університет, щоб обійняти посаду професора генетики в Каліфорнійському технологічному інституті, де також став директором генетичного підрозділу. Тут його головним відкриттям було створення однієї з перших мап розвитку клітин під час ембріогенезу.